# Ptichodis campanilis
Ptichodis campanilis är en fjärilsart som beskrevs av Smith 1905. Ptichodis campanilis ingår i släktet Ptichodis och familjen nattflyn. Inga underarter finns listade.